# РТР Планета
«РТР-Планета» (Російське телебачення і радіо — Планета, «Росія РТР» для СНД, «Planeta RTR» для зарубіжних країн) — російський  пропагандистський державний супутниковий телеканал для закордонного мовлення, який офіційні органи деяких країн Європи звинувачують у пропаганді. Входить до складу Всеросійської державної телевізійної і радіомовної компанії. Почав мовлення 1 липня 2002 року.
6 січня 2015, після спостереження та експертного аналізу його роботи протягом останнього року, телеканал був звинувачений державною Комісією телебачення і радіомовлення Литви у перекрученні подій в Україні та у розпалюванні міжнародної ворожнечі. В разі підтвердження цього рішення через суд, діяльність компанії буде заблокована на всій території Євросоюзу.
А з 13 квітня 2015 Литва припинила мовлення телеканалу РТР-Планета на своїй території за «пропаганду, розпалювання міжнаціональної ворожнечі і заклики до війни».

## Версії каналу
- У світі транслюється основна версія каналу з логотипом і міжпрограмних оформленням Planeta RTR, але з німецькою рекламою. В Америці ця версія транслюється зі значними змінами, викликаними різницею в часових поясах.
- У країнах СНД (Азербайджан, Вірменія, Казахстан, Киргизстан, Молдова, Таджикистан та Узбекистан) транслюється спеціальна версія каналу з логотипом і міжпрограмним оформленням Россия РТР.
- У Балтійських країнах транслюється спеціальна версія каналу «РТР-Планета — Балтика» з логотипом і міжпрограмних оформленням Россия РТР.

## Історія каналу
- 30 червня 2002 року на прес-конференції генеральний директор ВГТРК Олег Добродєєв повідомив про початок мовлення з 1 липня нового телеканалу «РТР-Планета»[2]
- 1 липня 2002 почалося мовлення з супутника «Експрес-3А»[3]
- 6 березня 2006 почалося мовлення «РТР-Планети» в Согдійської області Таджикистан а[4]
- 11 березня 2006 року — з ефіру телеканалу «Росія» знято випуск програми «Формула влади» за участю президента України Віктора Ющенка, замість нього було показано інтерв'ю з прем'єр-міністром Індії Манмоханом Сінгхом. Інтерв'ю з Ющенком, тим не менш, було показано по телеканалу «РТР-Планета»[5]
- 15 квітня 2006 припинено мовлення каналу в соціальному пакеті київської кабельної мережі «Воля»[6] .
- 26 грудня 2006 року — влади Азербайджану пригрозили відключити мовлення каналу з 1 січня 2007[7]
- 10 липня 2007 року — мовлення каналу в Азербайджані продовжено на один місяць[8]
- 20 серпня 2007 року — мовлення каналу в Азербайджані продовжено до початку вересня[9]
- 1 січня 2008 року — мовлення каналу в Азербайджані припинено[10]
- 22 січня 2008 року — голова Національної ради Азербайджану по телебаченню і радіо Нушираван Магеррамов заявив, що мовлення каналу буде відновлено, якщо Росія в обмін транслюватиме один із азербайджанських каналів на території, що дорівнює за площею Азербайджану[11]
- 29 травня 2008 року — Національна телекомпанія України висловила намір домагатися позбавлення ліцензії «РТР-Планети» через трансляцію конкурсу «Євробачення» паралельно з Першим національним каналом, що володіє ексклюзивними правами на його трансляцію на території країни[12]
- 22 липня 2008 року — Національна рада України з питань телебачення і радіомовлення попередив кілька російських телеканалів, в тому числі і «РТР-Планету», про намір оцінити правомірність їх перебування в кабельних мережах України[13]
- 8 серпня 2008 припинено мовлення каналу в Тбілісі, а 9 серпня — у всій Грузії[14]
- 1 листопада 2008 року — згідно з рішенням НРТР Україна, припинено мовлення «РТР-Планета» і ще кількох російських телеканалів[15] проте влада Запоріжжя[16] і Севастополя[17] відмовилися виконувати це розпорядження.
- 21 січня 2009 року — влада Таджикистану пригрозили відключити мовлення каналу[18]
- 2 березня 2009 мовлення каналу в Таджикистані було припинено[19] 2 березня і відновлено через декілька днів[20] 4 березня
- 2 квітня 2009 мовлення каналу в Таджикистані знову припинено[21]
- 1 квітня 2009 припинено мовлення каналу в кабельних мережах Білорусі[22]
- 12 жовтня 2009 року — НРТР Україна повідомив про надійшов до них листі ВГТРК, в якому компанія заявила про створення адаптованої до українського законодавства версії каналу і висловила бажання відновити мовлення «РТР-Планети»[23]
- 21 квітня 2010 року — НРТР Україна дозволила мовлення каналу[24]
- 1 липня 2010 припинено мовлення каналу в пакеті супутникового оператора Viasat на території Прибалтики[25]
- 21 серпня 2010 року — мовлення каналу в Таджикистані відновлено[26].

## Логотип

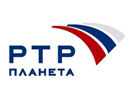
Перший логотип телеканалу «РТР-Планета» з 1 липня 2002 по 31 грудня 2009 року.
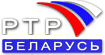
1 й логотип РТР Беларусь з 1 липня 2008 по 31 грудня 2009 року
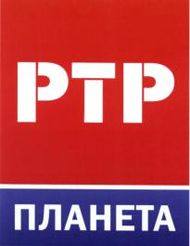
Другий логотип телеканалу «РТР-Планета» с 1 січня по 30 травня 2010 року.
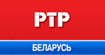
2 й логотип РТР Беларусь з 1 січня по 30 травня 2010 року
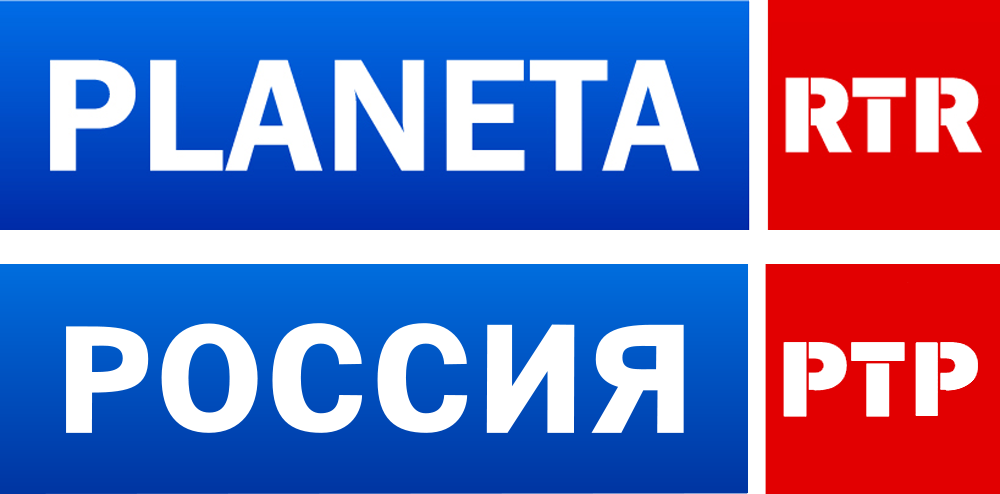
Треті логотипи телеканалу «РТР-Планета» с 31 травня 2010 по 10 лютого 2013 року та з 3 липня 2015 по 27 липня 2016 року.
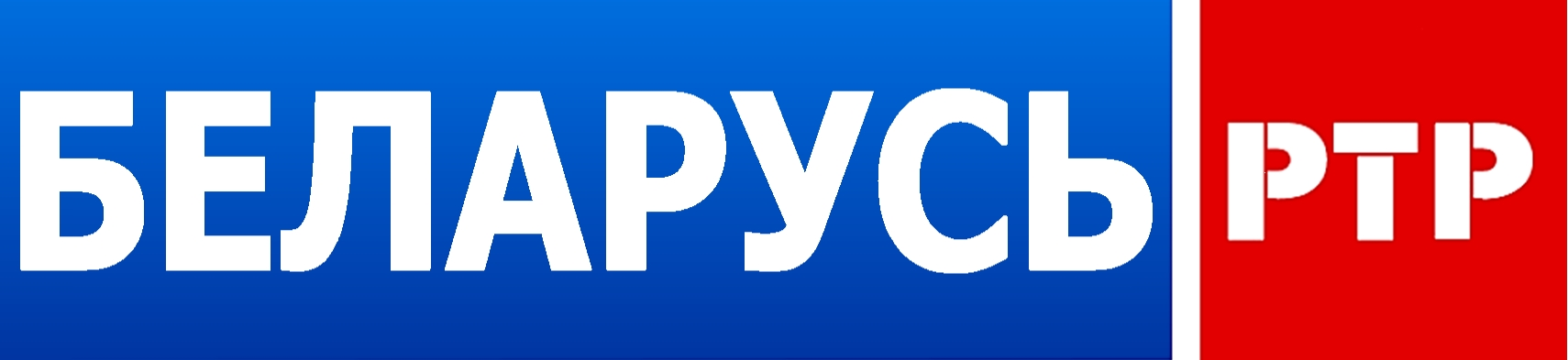
3 й логотип РТР Беларусь з 31 травня 2010 по 6 квітня 2013 року
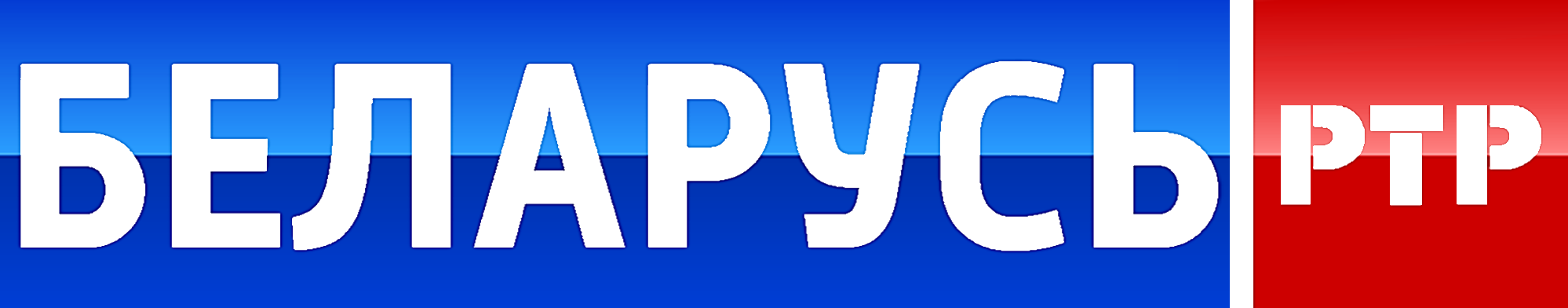
4 й логотип РТР Беларусь з 6 квітня 2013 по теперішній час

## Програми і трансляції
Власних програм у каналу немає, ретранслюються програми, фільми та серіали каналів ВГТРК:
- «Росія-1»:
  - « Вести» — головна інформаційна програма телеканалу.
  - «Вести +» — вечірня інформаційно-аналітична програма.
  - «Вести-Москва» — новини Москви і Московської області.
  - «Вести недели» — головна інформаційно-аналітична програма телеканалу.
  - «Вся Росія» — інформаційно-пізнавальний тележурнал.
  - « Городок» — гумористична програма Іллі Олейникова і Юрія Стоянова.
  - «Про найголовніше» — програма про здоров'я.
  - «Сам собі режисер» — програма аматорських відеозйомок.
  - «Сміхопанорама» — гумористична програма.
  - «Сміятися дозволяється» — гумористичний концерт.
  - «Ранок Росії» — ранковий інформаційно-розважальний канал.
  - «Ранкова пошта» — музична програма за проханнями телеглядачів.
- «Росія-2»:
  - «Вести.ru» — головна інформаційна програма телеканалу.
  - «Вести-спорт» — новини спорту.
- «Росія-К»:
  - «Новини культури» — головна інформаційна програма телеканалу.
  - «Academia» — цикл лекцій відомих вчених.
  - «Нотатки натураліста» — пізнавальний журнал.
  - «Чорні діри, білі плями» — науковий альманах.
- «Росія-24»:
  - Аналітична інфографіка (Світ у цифрах / Росія в цифрах).
- « Карусель» (раніше Бібігон):
  - «В гостях у діда-краєзнавця» — пізнавальний серіал про регіони Росії.
  - «Говоримо без помилок» — програма про поширені труднощі в російській мові

## Поширення сигналу

### Через кабельні мережі
Канал можна дивитися в кабельних мережах Австралії, Азербайджана, Вірменії, Болгарії, Угорщини, Німеччини , Ізраїлю, Казахстану, Киргизстану, Македонії , Молдавії, Румунії, США, Узбекистана, Франції, Чехії, Естонії та ПАР.

### Через інтернет
Мовлення каналу ведеться також на сайті «РТР-Планети» і за допомогою IPTV у деяких провайдерів. В інтернеті віщає американська версія каналу.

## Критика
Оглядач «Газети.Ru» Наталія Геворкян стверджує, що коли почався захоплення школи в Беслані, телеканали CNN та BBC World в прямому ефірі передавали «картинку» з місця подій, а «РТР-Планета» показував фільм про «продажну любов», тим самим називаючи себе як «канал, що представляє Росію за кордоном»

## Звинувачення у розпалюванні ворожнечі
Комісія з телебачення і радіомовлення Литви, проаналізувавши мовлення низки російських телеканалів за допомогою незалежних експертів протягом 12 місяців, 6 січня 2015 року констатувала, що вони розпалюють ворожнечу, а також спотворюють інформацію про події в Україні. Комісія вирішила на три місяці припинити трансляцію в Литві Ren TV Baltic. Порушниками визнані також РТР Планета і НТВ-Мир. У зв'язку з тим, що ці російські канали мають право мовити на всій території Європейського союзу, остаточне припинення трансляції цих каналів залежить від рішення на більш високому рівні. Литовська Комісія зажадала від російських журналістів публічного вибачитися і заяви про те, що вони поширювали неправдиву інформацію..

## Закриття каналу в Литві
Литва перша в історії Європейського Союзу припинила мовлення телеканалу РТР-Планета з 13 квітня 2015 (для початку строком на три місяці). Державна комісія Литви з теле- і радіомовлення заявила, що російський телеканал, який веде мовлення через зареєстровану в Швеції свою дочірню компанію, «викрито у поширенні пропаганди, розпалюванні міжнаціональної ворожнечі і закликах до війни», що за литовськими законами є порушенням закону.
Всі ці речі дійсно є закликами до війни, розпалюванням міжнаціонального розбрату. Це зафіксувала компетентна установа — Департамент стратегічних комунікацій литовської армії. -
- повідомив голова комісії Едмундас Вайтекунас. Він додав, що комісія ухвалила рішення припинити мовлення телеканалу після заяв віце-голови Держдуми Росії Володимира Жириновського від 18 січня 2015 в телепрограмі «Недільний вечір з Володимиром Соловйовим». Жириновський закликав Росію до «маленької, але переможної війни на Донбасі, в Києві та Брюсселі».
За литовськими законами це рішення комісії не можна оскаржити в суді.

## Заборона трансляції каналу в Латвії
Національна рада Латвії з електронних ЗМІ (NEPLP) з 15 лютого 2021 р. заборонила ретрансляцію телеканалу «Россия РТР» на території країни. Обмеження діятиме щонайменше упродовж року. Причина — через виявлення випадків, коли в ефірі російського телеканалу лунала мова ненависті, підбурювання до насильства та провокація до збройного конфлікту..